# Club d'Esports Vendrell
El Club d'Esports Vendrell és una entitat poliesportiva del Vendrell (Baix Penedès) fundada el 1913. La secció més exitosa és la d'hoquei sobre patins, que fou incorporada al club l'any 1958.

## Temporades
Temporades per divisions
1958-1969 (Divisions de Catalunya). Abans d'existir categories estatals.
- 7 temporades a 1a Divisió de Catalunya
- 4 temporades a 2a Divisió de Catalunya
- 1969-2011 (Divisions estatals). A partir de la creació de Divisió Honor i 1a Nac Espanyola.
- 9 temporades a Divisió d'Honor - OK Lliga
- 1 temporada a Divisió d'Honor A-2 (categoria existent les temporades 1992-93 i 1993-94)
- 19 temporades a 1a Nacional Espanyola
- 5 temporades a Nacional Catalana
- 7 temporades a 1a Catalana
- 1 temporada a 2a Catalana

Ascensos aconseguits
- 1961-62 Ascens a 1a Divisió de Catalunya a la lligueta de promoció.
- 1975-76 Campió de 1a Nacional Espanyola i ascens a la Divisió d'Honor.
- 1986-87 Ascens amb el primer lloc a la lliga de promoció d'ascens a 1a Nacional Espanyola. Campió absolut de la 1a Catalana. Campió de grup sud de 1a Catalana.
- 1992-93 Ascens de 1a Nacional Espanyola a Divisió d'Honor A-2, ocupant el segon lloc a la lliga.
- 1993-94 Ascens de la Div. d'Honor A-2 a la Divisió d'Honor, ocupant el tercer lloc.
- 1996-97 Ascens de segona catalana a 1a Catalana.
- 2003-2004 Ascens de primera catalana a Nacional Catalana, essent segon del seu grup.
- 2007-2008 Ascens a 1a Nacional Espanyola, essent campió de Nacional Catalana.
- 2009-2010 Subcampió de primera Nacional Espanyola i ascens a OK Liga.

Millors classificacions
- 1a Divisió de Catalunya: tercer lloc (1966-67), cinquè lloc (1967-68)
- Divisió d'Honor: sisè lloc (1969-70), setè lloc (1972-73)

## Jugadors destacats
- Eloi Albesa i Ros[2]
- Joan Edo i Prujà[3]
- Lluís Ferrer i Santacana[2]
- Pere Gallén i Balaguer[3]
- Josep Maria Salarich i Reynés[3]
- Carles Trullols i Clemente[3]

## Palmarès

### Hoquei sobre patins
- 1 Copa de la CERS (2005-06)[4]

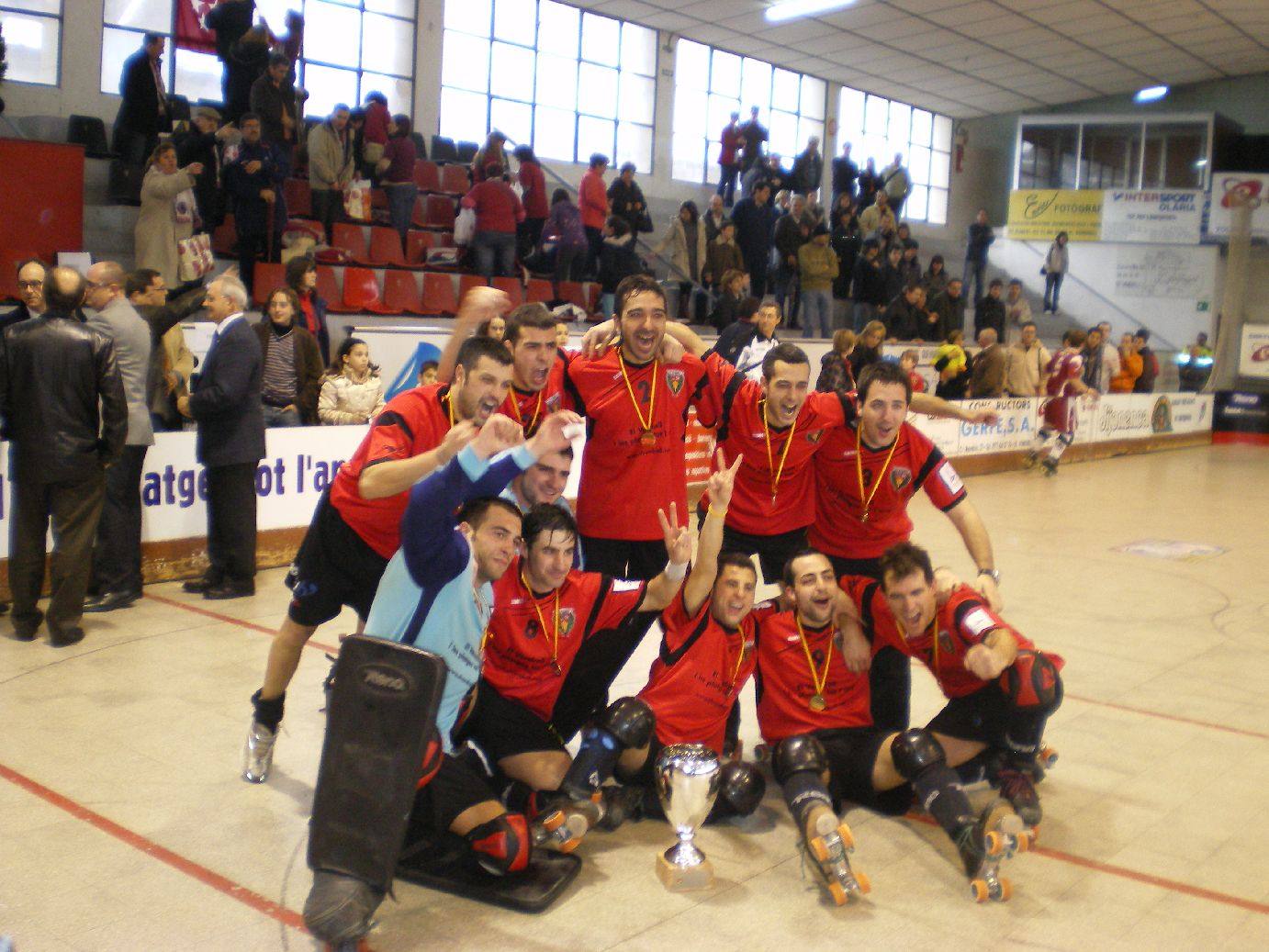
Campions de la Copa del Príncep 2009

- 2 Copes del Rei / Copes espanyoles (2013, 2014)[5]
- 1 Lliga Catalana (2015-16)[6]
- 3 Copes del Príncep/Princesa (2009, 2020, 2025)
- 1 Lliga Catalana Plata (2024-25)
- 1 Campionat de la Divisió Nacional Catalana (2007-2008)
- 1 Campionat de la Primera Divisió Catalana (1986-1987)
- 1 Campionat de la Divisió Nacional Espanyola (1975-1976)